# Đặc khu kinh tế Thâm Quyến
Đặc khu kinh tế Thâm Quyến (Tiếng Trung giản thể: 深圳 经济 特区) được thành lập vào tháng 5 năm 1980, là đặc khu kinh tế (SEZ) đầu tiên của Trung Quốc với diện tích ban đầu là 327,5 km².
Đặc khu này nằm tại phía nam thành phố, thuộc các quận La Hồ, Phúc Điền, Nam Sơn và Diêm Điền. Việc mở rộng thêm hai quận Bảo An và Long Cương đã giúp tăng đáng kể quy mô của đặc khu kinh tế. Đến năm 2010, với việc hủy bỏ việc kiểm soát ranh giới SEZ thì đặc khu kinh tế Thâm Quyến đã được mở rộng ra toàn thành phố đã có tổng diện tích lên tới 1.953 km². Đến tháng 6 năm 2015, một số công trình trước đây sử dụng như là ranh giới chưa được sử dụng đã được chuyển đổi và quy hoạch thành các không gian xanh và công viên đô thị. Vào ngày 15 tháng 1 năm 2018, Hội đồng Nhà nước đã thông qua việc dỡ bỏ hàng rào dây thép gai được thiết lập để đánh dấu ranh giới của đặc khu kinh tế này.
Mặc dù Đặc khu kinh tế Thâm Quyến đã được mở rộng để bao phủ toàn bộ Thâm Quyến, nhưng Thâm Quyến vẫn được chia thành hai khu vực, với bốn quận ban đầu là đặc khu kinh tế SEZ từ trước năm 2010 được biết đến như là "Nội quan" (关内), trong khi phần còn lại được gọi là "Ngoại quan" (关外).

## Tổng quan
Đặc khu kinh tế này được Đặng Tiểu Bình thành lập như là đặc khu kinh tế đầu tiên của Trung Quốc. Nó tăng trưởng nhanh chóng với tốc độ 40% mỗi năm trong giai đoạn 1981 đến 1993, trong khi mức tăng trưởng GDP trung bình của toàn quốc chỉ là 9,8%. Tốc độ tăng trưởng kinh tế sau đó chậm lại sau nhịp độ chóng mặt này. Từ năm 2001 đến 2005, tổng GDP của Thâm Quyến tăng trung bình 16,3% hàng năm. Từ năm 2012, tăng trưởng kinh tế đã chậm lại và chỉ khoảng 10% mỗi năm. Hiện nay, nó đang tăng trưởng với tốc độ 6 đến 7% mỗi năm.
Lĩnh vực đóng vai trò quan trọng nhất tại đặc khu kinh tế Thâm Quyến là công nghệ cao. Đây là nơi đóng vai trò như là trụ sở chính của một loạt các công ty công nghệ cao Trung Quốc như Huawei, Tencent, BYD, Konka, Skyworth, Coolpad, ZTE, Gionee, TP-Link, DJI, BGI (Viện Gen Bắc Kinh), OnePlus. Công ty lớn nhất của Đài Loan là tập đoàn Foxconn cũng có một nhà máy sản xuất lớn đặt tại Thâm Quyến. Nhiều công ty công nghệ cao nước ngoài có trung tâm hoạt động của họ tại Trung Quốc nằm trong Khu Khoa học và Công nghệ ở quận Nam Sơn.
Các khu công nghiệp chính tại đặc khu kinh tế này bao gồm Khu công nghiệp công nghệ cao Thâm Quyến (SHIP) là nơi sản xuất trong các lĩnh vực Công nghệ sinh học, Dược phẩm, Xây dựng và Vật liệu xây dựng, Hóa chất, Phần mềm máy tính, Lắp ráp và sản xuất linh kiện điện tử, Sản xuất thiết bị công nghiệp, thiết bị y tế, Nghiên cứu và phát triển, Thiết bị viễn thông. Công viên phần mềm Thâm Quyến được tích hợp với Khu công nghiệp công nghệ cao Thâm Quyến để hỗ trợ cho sự phát triển của ngành công nghiệp phần mềm.